# Michael Bobeck

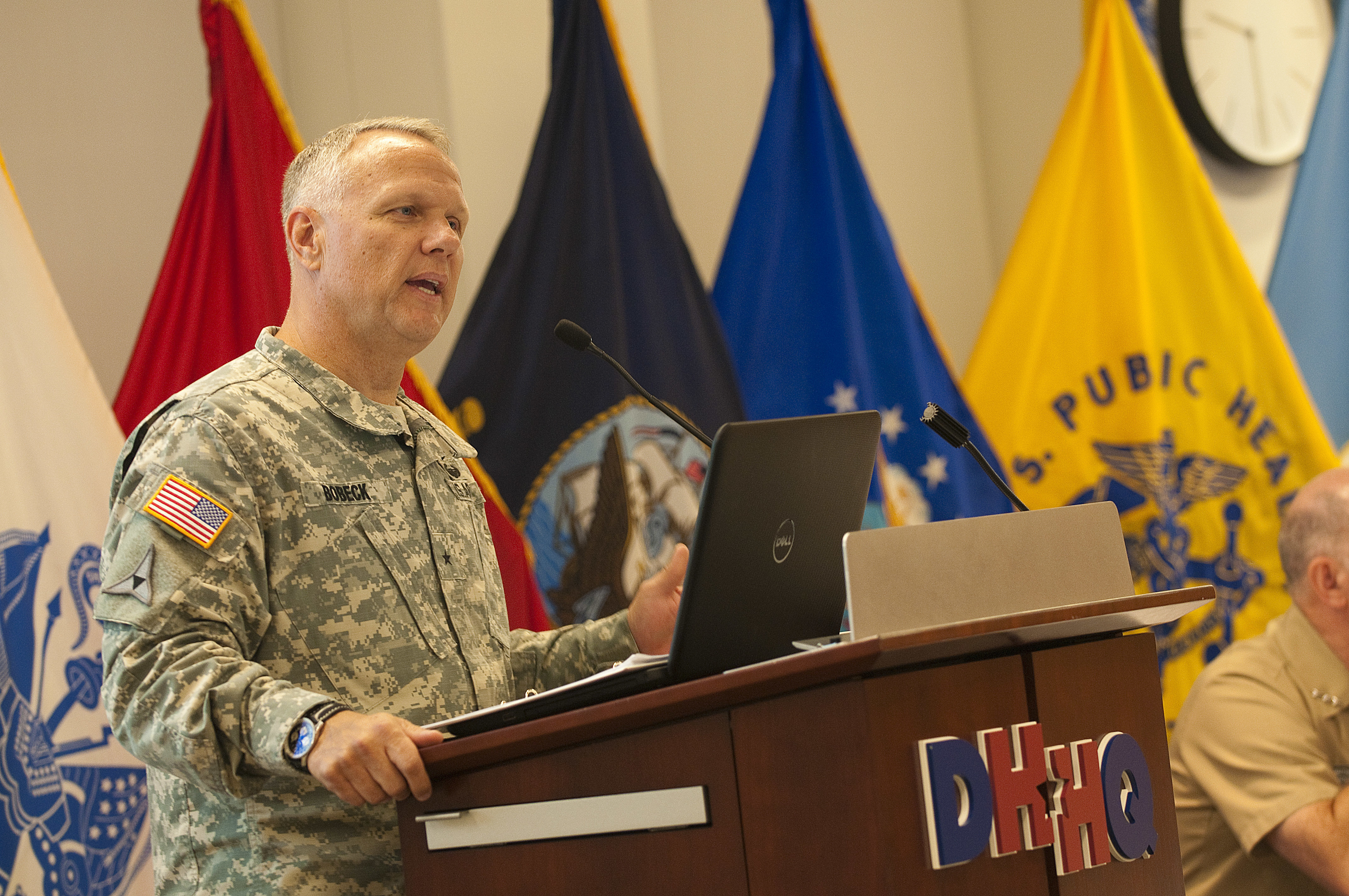
Bobeck, 2014

Michael E. Bobeck (* in Buffalo, New York) ist ein Brigadegeneral der US Army, der bis zu seiner Entlassung im September 2016 im Generalstab Joint Chiefs of Staff des Verteidigungsministeriums als Berater für die Verteidigung gegen Angriffe mit  Massenvernichtungswaffen tätig war. In seiner Karriere hatte er zuvor verschiedene Kommandos inne.

## Leben

### Militärische Laufbahn
Bobeck trat der US Army 1979 als Infanterist bei und nahm 1983 am College an einem Reserveoffizierslehrgang teil. Er absolvierte die Flugschule und war von 1984 bis 1997 im aktiven Dienst eingesetzt, wo er unter anderem das 160th Special Operations Aviation Regiment kommandierte. Anschließend diente er bei der New York Army National Guard, wo er das Kommando über eine Wartungseinrichtung der Heeresluftwaffe hatte. Neben verschiedenen anderen Kommandos, befehligte Bobeck während der Operation Iraqi Freedom 2004 das 142nd Aviation Regiment. 
Im März 2015 wurde Bobeck als stellvertretender Direktor für Force Protection and Counter Weapons of Mass Destruction in den Joint Chiefs of Staff berufen.

### Entlassung
Bobeck wurde im September 2016 vorläufig entlassen, weil eine Untersuchung wegen einer außerehelichen Beziehung und der Zweckentfremdung von Staatseigentum gegen ihn eingeleitet wurde. Weiterhin berichtete USA Today, Bobeck habe in einem Apartment gelebt, das ihm ein Rüstungslobbyist mietfrei überlassen habe.

### Auszeichnungen
- Army Distinguished Service Medal
- Legion of Merit
- Bronze Star Medal
- Meritorious Service Medal
- Air Medal
- Army Commendation Medal
- Army Achievement Medal